# 甲木清実
甲木 清實（かつき きよみ、1919年（大正8年）4月10日 - ）は、日本海軍の水上機操縦員。
「ジェロニモ」の異名を持つエース・パイロットで、日本海軍で2名しかいない水上機エースのうちの1人。
零式観測機に搭乗し、南方戦線で戦果を挙げた。実戦部隊では零式観測機を皮切りに幾多の機種に搭乗した。各地を転戦しつつ太平洋戦争を生き延びた。

## 略歴・戦歴
1919年（大正8年）4月10日、福岡県三潴郡蒲池村大字東蒲池（現：柳川市東蒲池）で生まれる。
1938年（昭和13年）6月、海軍佐世保海兵団に入団。
1941年（昭和16年）5月、第54期操縦練習生を卒業。同期生に山崎市郎平（撃墜数14）。二座水上機の操縦員となる。鹿島海軍航空隊、館山海軍航空隊、博多海軍航空隊での勤務を経て、水上機母艦千歳乗組となる。乗機は零式観測機。
1942年（昭和17年）1月11日、セレベス島北部のケマで上陸支援中、オランダ軍のPBY飛行艇を1機撃墜。同年9月、千歳の飛行機隊はR方面航空部隊に編入。甲木もショートランドに移動、ガダルカナル航空戦に参加。10月頭より日の出、日没時の哨戒任務に当たり、10月3日、艦爆10機が来襲すると、うち3機を編隊長機とともに追撃し、1機を撃墜。翌日10月4日午前4時45分、黒丸直人中尉指揮の千歳飛行機隊第2小隊2番機としてYI-23号機にて水上機母艦日進ほかの輸送船団を護衛中、B-17爆撃機5機と遭遇、その指揮官機を体当たりで撃墜。甲木（当時の階級は一等飛行兵）と後席偵察員寶田三千穂二等飛行兵曹（昭和18年1月27日戦死）は駆逐艦秋月に救助された。甲木と寶田は本件により10月10日付で千歳艦長古川保大佐から褒状を授与され、特別善行章一線も付与される。
12月、艦爆16機、F4F 10機、P-40 12機が飛来し、甲木ら零観6機と交戦。甲木と寶田は艦爆の編隊を襲撃し、撃墜2（うち不確実1）を記録する。
1943年（昭和18年）2月、R方面航空部隊解散。のち、甲木は第四五二海軍航空隊水戦隊へ転勤し、乗機が二式水上戦闘機となる。
- 昭和18年8月～10月 占守島での防空戦においてB-25爆撃機1機を単独撃墜（日付不詳）、9月12日には幌筵島上空でB-24爆撃機2機を共同撃墜。当時の階級は二等飛行兵曹[6]。10月1月、第四五二海軍航空隊から水戦隊が除かれ、甲木は潜水艦イ36で内地に帰還した。帰還後は横須賀海軍航空隊で水上戦闘機強風の訓練に従事し、訓練終了後に第九三四海軍航空隊へ転勤する。

1944年（昭和19年）1月16日 アンボン付近でB-24爆撃機1機を単独撃墜。これは強風による初の撃墜戦果とされる。同年3月、第三八一海軍航空隊へ転勤。4月に戦闘機隊に配属される。乗機は零式艦上戦闘機。バリクパパン、次いでシンガポールと転戦し、シンガポールではB-24爆撃機2機を単独撃墜する。
1945年（昭和20年）2月、内地に帰還。大村海軍航空隊、第三三二海軍航空隊、第三五二海軍航空隊へ転勤。乗機は零式艦上戦闘機および雷電。兵庫方面での防空戦闘に従事しつつ敗戦を迎える。最終階級は飛行兵曹長。甲木の総撃墜戦果は16機で、そのうちの7機が水上機によるものだった。